# Maria das Dores Cabeçadas
Maria das Dores Formosinho Vieira Cabeçadas (Silves, 6 de janeiro de 1878 — Lisboa, 22 de dezembro de 1949), foi a esposa do 9.º Presidente da República Portuguesa José Mendes Cabeçadas, e por inerência Primeira-dama de Portugal de 31 de maio de 1926 a 17 de junho do mesmo ano.

## Biografia
Maria das Dores Formosinho Vieira nasceu na cidade de Silves, no seio de uma família de classe média, que acabaria por se fixar em Lisboa nos finais do século XIX. Era filha do proprietário José Francisco Vieira, natural de São Bartolomeu de Messines e de sua esposa, Maria das Dores Formosinho, natural de Lagos.
Na capital, Maria das Dores prossegue os estudos no Colégio de São José. Porém a morte prematura do pai e as consequentes dificuldades financeiras levam-na a trabalhar como professora de Lavores, no Liceu D. Maria Pia.
A 23 de março de 1911 contrai matrimónio, na Igreja de Santa Isabel, em Lisboa, com José Mendes Cabeçadas, também ele algarvio, natural de Loulé. O esposo, por esta altura Capitão-tenente, tinha desempenhado um papel de destaque na Implantação da República a 5 de outubro de 1910, então Segundo-tenente e comandante durante a revolução do cruzador Adamastor. Maria das Dores acompanhará o marido em todas as vicissitudes e num profundo afeto, como se refere na obra As Primeiras-Damas do Museu da Presidência da República.
Do enlace nascerão quatro filhas, Maria José, em 1912, Maria Dolores, em 1913, Maria da Graça, em 1915 e Raquel Vieira Cabeçadas, em 1919. A última virá a falecer precocemente vítima de tuberculose, aos 16 anos de idade.
Maria das Dores Cabeçadas vive com alguma preocupação a breve passagem do marido pela Presidência da Republica (por um período de apenas 17 dias) na sequência do golpe militar de 28 de Maio de 1926. A oposição à ditadura que caracterizou a atividade de Mendes Cabeçadas a partir de então (e as represálias que a família sofre em consequência disso) são encaradas por ela com o ânimo possível, visitando o marido diariamente na prisão, aquando do seu encarceramento. Maria das Dores não chegou a ocupar o Palácio de Belém mas é até hoje a única silvense (natural da freguesia de Silves) que desempenhou o cargo de Primeira-Dama.
A saúde da antiga Primeira-Dama virá a deteriorar-se, tendo Maria das Dores Formosinho Vieira Cabeçadas falecido aos 71 anos de idade, a 22 de dezembro de 1949, no quarto andar esquerdo do número 237 da Avenida Almirante Reis, na freguesia de São Jorge de Arroios, em Lisboa, vítima de uma hemorragia cerebral. Encontra-se sepultada em jazigo de família, no Cemitério do Alto de São João.